# Begegnung mit Bonaparte
Begegnung mit Bonaparte (russisch Свидание с Бонапартом, Swidanije s Bonapartom) ist ein historischer Roman des sowjetischen Schriftstellers Bulat Okudschawa, der von September 1979 bis Februar 1983 in Saloslowo (Dorf im Umkreis Moskaus) entstand und 1983 in den Heften 7 bis 9 (Juli bis September) der Moskauer Monatszeitschrift für Literatur Druschba narodow erschien.

## Relationen
Drei Erzähler
- Nikolai Petrowitsch Opotschinin, Generalmajor im Ruhestand,
- Louise Bigarre, französische Sängerin in Moskau und
- Barbara Wolkowa, Gutsherrin

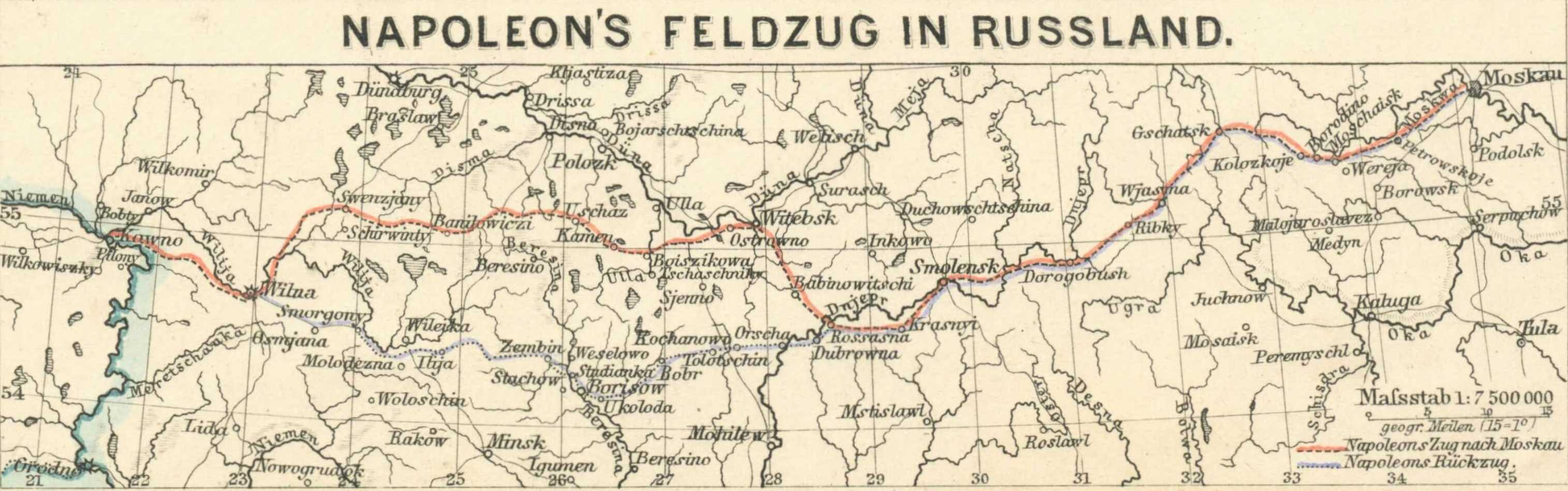
Napoleons zwei Marschrouten auf dem Russlandfeldzug 1812. Vormarsch: rot. Rückzug: hellblau

nähern sich einem gut bekannten Ereignis an – Napoleons Russlandfeldzug von 1812. Der Korse betrat am 24. Juni 1812 bei Kowno (Kaunas) am Ostufer der Memel russischen Boden und stieß über Smolensk nach Moskau vor. Am 19. Oktober 1812 musste sich der im Fall Russland erfolglose Eroberer aus Moskau zurückziehen. Louise Bigarre beendet ihre Erzählung an letzterem Datum. Diese französische Sängerin, die in Moskau auftritt und dort Napoleon vorsingt, hat mit den anderen beiden Erzählern, die in der knapp zweihundert Kilometer entfernten Provinz um Kaluga agieren, direkt nichts zu tun – wohl aber indirekt. Denn alle drei erzählen eigentlich nicht von Napoleon, sondern von General Opotschinins Großneffen Timofej Michailowitsch Ignatjew, Timoscha oder auch Titus gerufen. Timoscha ist ein Kämpfer, der sich als 16-jähriger Bursche an der Vertreibung des Usurpators beteiligt und dem Kaiser der Franzosen bis hinein nach Paris auf den Fersen bleibt. Bis es so weit ist, erfüllt zunächst der Anfang Dezember 1805 während der Schlacht bei Austerlitz auf einer Eisscholle des Satschaner Teiches lahmgeschossene General seinem Großneffen Timoscha einen Herzenswunsch. Der Invalide mit dem Holzbein – auf seinem Landgut in Lipenki an der Protwa residierend – schickt den Jungen, der einmal das Gut Lipenki erben soll, nach Moskau. Denn nach der Schlacht um Smolensk marschiert die Grande Armée zwar noch ein ganzes Stück von Moskau entfernt vor, nähert sich aber der Kalugaer Gegend. Nahe bei Moskau befehligt Graf Saint-Priest, ein Kampfgefährte des Generals, ein Regiment der Russischen Armee. General Opotschinin gibt seinen Großneffen gern unter die Fittiche des französischen Emigranten Saint-Priest. An Opotschinin hatte sich zudem ein guter Bekannter aus Austerlitzer Zeiten brieflich mit Erfolg gewandt. Leutnant Franz Johann Mender, ein Linzer Lehrer für Geschichte und Naturwissenschaften, war auf der Flucht vor Napoleon anno 1807 in Lipenki aufgenommen und als Hauslehrer Timoschas eingestellt worden. Der General schickt den österreichischen Leutnant, von den Russen Franz Iwanowitsch genannt, als Begleitschutz seines Großneffen in seine Moskauer Stadtwohnung. Dort trifft Mender mit Louise Bigarre zusammen.
General Opotschinin nennt Leutnant Mender den „verrückten Österreicher“, weil der Leutnant wähnt, Napoleon verfolge ihn bis nach Kaluga beziehungsweise Moskau. Mender hat einen Schuldkomplex: Der Österreicher hat mit seiner Kompanie norditalienische Gärten zertrampelt und ist aus solchem Paradies von Napoleon verjagt worden.
Der General im Ruhestand fühlt sich einsam. Nun – anno 1812 – besinnt er sich an die Zeit nach dem Schweizer Feldzug, als der Kriegsheimkehrer anno 1800 seine damals 23-jährige Gutsnachbarin Barbara Stepanowna, alias Barbara Wolkowa, auf ihrem siebzehn Werst von Lipenki entfernten Anwesen in Gubino das erste Mal aufsuchte. Die junge Witwe, die als 20-Jährige eine Vernunftehe eingehen musste, ist nicht allein. Sie hat eine Tochter – die kleine Lisaweta, Lisa gerufen; nennt die Kleine ihr „Zufallskind“. Die neuerlichen Bemühungen des Invaliden im Jahr 1812 um die schöne junge Frau bleiben erfolglos. Zunächst spielt der General den Schüchternen und als er sich hervorwagt, will sie von einem Ehemann gleich mehrere Kinder. Opotschinin, der seine Lendenkraft auf der Eisscholle des Satschaner Teiches eingebüßt hat, sieht sich außerstande. Zwischen dem General und der Patriotin Barbara wird gestritten. Barbara – zwischen Zu- und Abneigung gegenüber dem General mit den grauen Locken hin- und hergerissen, fragt: Wie kann der unaufhaltsam vorrückende Napoleon in dem kauzigen General Opotschinin einen Verehrer unter den Russen vorfinden?
Von den Nebengeschichten im Roman seien zwei Handlung tragende herausgegriffen – die des Oberleutnants Prjachin und des Petersburger Staatsmannes Alexander Andrejewitsch Swetschin. Timoschas Mutter Sonetschka hatte eines ihrer Güter aus dem väterlichen Erbe im Umkreis von Jaroslawl an Prjachins Vater, einen Parvenü aus Sankt Petersburg, verkauft. Oberleutnant Prjachin kommt nach der Schlacht bei Wjasma in Lipenki vorbei und wird mit seinen Dragonern vom General bewirtet. In der Moskauer Stadtwohnung des Generals pflegt später die Sängerin Louise Bigarre den im Kampf gegen Napoleon verwundeten Oberleutnant Prjachin. Und als Barbara im November 1812 nach Partisanenmanier mit einem Häuflein ihrer Bauern in ihren Wäldern angesichts der flüchtenden Grande Armée überleben will, beköstigt sie den Hunger leidenden durchziehenden Oberleutnant Prjachin auch noch. Auf dem Vormarsch bis hinein nach Paris freunden sich Timoscha und Oberleutnant Prjachin miteinander an. In der Seine-Metropole suchen die beiden Freunde Louise Bigarre auf und frischen gemeinsame Erinnerungen an den Brand von Moskau und Prjachins Krankenpflege auf. 
Der Erzähler Okudschawa hat es faustdick hinter den Ohren. Die zweite Nebengeschichte, die beim unbekümmerten Lesen als unbedeutend erscheint, zwingt dann aber ihrer Relevanz wegen zum Zurückblättern. Der Lipenkier Gutsverwalter des Generals namens Pastoret zum Beispiel taucht im Hause seines Pariser Kommilitonen Swetschin wieder auf und unterhält sich dort mit Louise Bigarre. Barbara eröffnet dem Leser gegen Romanende, Swetschin sei Lisas leiblicher Vater. General Opotschinin erwähnt in seiner Erzählung den Herrn Swetschin aus Petersburg nicht. Bei Louise Bigarre taucht er in der Erzählung des Herrn Wurs auf, als die Sängerin und Timoscha im brennenden Moskau auf der Suche nach einer neuen Bleibe fündig werden: Zunächst wird Swetschin als der Hausherr eingeführt. In einem Nebenzimmer hängt das Porträt von Lisas Mutter Barbara. Timoscha kommt das Bild bekannt vor. Der ergrauende Swetschin lächelt. Als die Erzählerin den Namen das erste Mal erwähnt, kann der Leser beim besten Willen nicht erraten, weshalb das Herz der Erzählerin heftig pocht. Barbara nennt Swetschin später ihren „flüchtigen Gatten“.

## Vier Schreiber
Leicht verdauliche Kost ist die Lektüre nicht. Der Duktus Okudschawas hat es in sich. So muss der Leser beispielsweise besonders in der ersten Romanhälfte die Sprünge der Erzähler auf der Zeitachse mitmachen.

### General Opotschinin auf dem Landgut Lipenki
- „Notizen aus dem Privatleben des Generalmajors im Ruhestand N. Opotschinin, weiland Kommandeurs des Moskauer Musketierregiments“

Zu Kriegszeiten galt der General als Haudegen – nicht nur im Kampf gegen Napoleon. „… einen Beleidiger darf man nicht in Frieden ziehen lassen“, so sprach er und erschoss einen russischen Fähnrich im Duell. Wenn der „zusammenhangslos“ schreibende General den Leutnant Mender einen „verrückten Österreicher“ nennt (siehe oben), so könnte er einerseits selbst als verrückter Russe genommen werden. Denn der Napoleon verehrende 55-jährige invalide General bereitet die Bewirtung des wahrscheinlich durch Lipenki ziehenden Eroberers in allen Einzelheiten vor. Andererseits gilt die ganze liebevolle Fürsorge des alternden Opotschinin seinem Großneffen Timoscha. Der Junge wächst ohne Mutter auf. Der Vater, Bataillonskommandeur Major Ignatjew, war bereits an jenem unseligen Dezembertag anno 1805, der dem General das Holzbein aus frischer deutscher Linde bescherte, im Kampf gegen Napoleon gefallen. Timoscha, so der General, habe die schwermütigen Augen vom Vater geerbt. Opotschinin beobachtet den aufflammenden Patriotismus Timoschas. Der junge Bursche ohrfeigt den Lipenkier Bauernbürgermeister der, während Russland anscheinend im Sterben liegt, einen Bauern auspeitschen lässt.
Der General hat einen Gutsverwalter namens Pastoret eingestellt. Opotschinin muss sich anhören, wie Pastoret die russische Sklaverei verbal geißelt. Die Peitsche für die Bauern, so der General, sei immer noch besser als die Guillotine.

### Louise Bigarre in Moskau
- „Die traurigen Erinnerungen der Louise Bigarre an Vergangenes“

Als am tonangebenden Kaiserlichen Theater Petersburg die Stimme der inzwischen 24-jährigen Louise, die seit sechs Jahren in Russland lebt, auf einmal für unzureichend befunden wird, versucht sie an lustigeren Moskauer Bühnen mit Romanzen in mittleren Tonlagen ihr Glück. Als dann im unglücklichen Jahr 1812 Moskau brennt, zieht Louise aus ihrem Holzhaus in der Powarskaja-Straße in das Steinhaus ihres Nachbarn General Opotschinin um und lebt darin mit Leutnant Mender sowie Timoscha in Eintracht. Die zurückweichende russische Armee zieht durch die Stadt. Vergeblich fordert Moskauer Polizei die drei Hausinsassen zum Verlassen der Stadt auf. Das polizeiliche Argument: Alles Feuerlöschgerät wurde abtransportiert. Louise versorgt im Hause die Wunde des Oberleutnants Prjachin. Der Offizier, am Arbat von einem Betrunkenen mit einem Fischspeer verwundet – zuvor als Unterhändler zwischen den Fronten unterwegs gewesen – will Bonaparte an der Stadtgrenze gesehen haben.
Zunächst muss mit dem Verwundeten auf einem Fuhrwerk in die fürstliche Orangerie umgezogen werden Timoscha erzählt von seinem gütigen Großonkel; nennt den General einen Phantasten. Französische Offiziere quartieren sich ein; essen mit ihren Dienern den vier Ausharrenden die Vorräte weg. Immerhin – die Post arbeitet noch. Timoscha erreicht ein Brief aus Lipenki. Der General wurde von Franzosen mit dem Säbel erschlagen. Opotschinin hatte die Bezeichnung „lahmer Affe“ nicht hingenommen. Timoscha weint. Mender sitzt totenbleich daneben. 
Napoleon verlässt den brennenden Kreml. Herr Mender fällt russischen Soldaten in die Hände, die nach Brandstiftern fahnden. Gefragt, ob er ein Brandstifter sei, erwidert der Österreicher lachend: „Im philosophischen Sinne ja“ und wird für seine Antwort erschossen. Auf der weiteren Flucht vor Plünderern und der Gluthitze des brennenden Moskau kommen Louise, Timoscha und Prjachin im Steinhaus des Herrn Swetschin unter. Timoscha geht nach Wsechswjatskoje zu den Kosaken.
Als Napoleon abzieht, bleibt Louise in der Stadt, gibt sich als Französin, die ihre Landsleute verurteilt, zu erkennen, wird von den empörten Russen umringt und bewusstlos geschlagen.

### Barbara Wolkowa auf dem Landgut Gubino
- Die Erinnerungen der Barbara Wolkowa im vorgerückten Alter

Barbara, 1777 geboren, erzählt aus der Sicht des Jahres 1827 und beginnt ihre Erzählung bereits vor anno 1801. Zu der Zeit hatte die junge Frau eine „unsinnige Ehe“ hinter sich. Nun, ein Vierteljahrhundert später, bereut sie ihre damals ablehnende Haltung gegen den aus der Schweiz heimkehrenden General Opotschinin. Barbara erzählt die Geschichte ihrer einseitigen Liebe zu Alexander Andrejewitsch Swetschin, dem Sohn eines Generals. Der General war an Suworows Seite durch Europa gezogen. Der Sohn Alexander war in Versailles gewesen; hatte auch auf einer Sitzung der Nationalversammlung erfahren, was die in Russland unvorstellbare Parole Gleichheit heißt, war aber von der Zarin zurückgepfiffen und schließlich in Moskau gastlich empfangen worden. Barbara gesteht: „Ich liebte Swetschin mit bitterer Liebe, mit Verwünschungen …“ und folgt ihm 1812 in das abgebrannte Moskau. Ihre Stadtwohnung ist ausgeplündert, vom Feuer erfasst worden aber nicht abgebrannt.
Während Napoleons Russlandfeldzug hatten Gubinoer Bauern Barbaras Landgut angezündet. Sie konnte mit Lisa und ein paar Getreuen nach Jelzowo fliehen; hatte sich darauf in ihren Wäldern versteckt und den Rückzug ermatteter französischer Gardisten erlebt. Immerhin hatten die Franzosen russische Gefangene mitgeführt, die erschossen wurden, sobald sie im Schnee liegenblieben. In jenem November 1812 war Oberleutnant Prjachin mit Dragonern durch den Kalugaer Wald geritten. Nach dem Kriege war Major beziehungsweise später Obrist Prjachin des Öfteren Gast auf Gut Gubino.
Timoscha, aus dem Kriege heimgekehrt, nähert sich der inzwischen 17-jährigen Lisa und schwärmt von der Französin Bigarre. Barbara fällt ein Brief von Louise Bigarre an Swetschin in die Hände. Auch die Französin hat Swetschin unglücklich geliebt. Die Sängerin hat die Prügelattacke der Russen überlebt und ist wohlbehalten in Paris angekommen. Swetschin begegnet Barbara in Moskau frostig und reist alsbald nach Petersburg ins „Ausländische Kollegium“ ab. Bevor er die Equipage besteigt, tönt er: „Die Sklaven müssen befreit werden, aber dazu ist es nicht erforderlich, die Könige zu guillotinieren.“
Es sieht so aus, als kontaktiere Timoscha um anno 1817 einen Geheimbund, einen Vorläuferbund der späteren Dekabristen.
Anfang Dezember 1825 stirbt der Zar in Taganrog.. Nach dem 14. Dezember kommt Prjachin zu Besuch und verhaftet Timoscha wegen Verdachts der Geheimbündelei. Lisa folgt dem Geliebten nach Petersburg mit einem Brief an ihren Vater in der Tasche. Darin bittet Barbara um Hilfe. Swetschin hat inzwischen eine junge, reiche Petersburger Schönheit geehelicht. Madame Polina Swetschina findet, das angereiste Kind des Gatten habe viel Ähnlichkeiten mit seinem Vater. Swetschow redet mit den Generalen Lewaschow und Benckendorff. Immerhin schmachtet der Verdächtige bis Juni 1826 in den Petersburger Kasematten.

### Aus Obrist Prjachins Papieren
- Petersburg am 14. August 1826 an Timoscha: Prjachin ist so froh, dass Timoscha aus seiner „gefahrlosen, kurzzeitigen Haft in Petersburg“ entlassen wurde und gesteht, dass er Barbara liebe, seit er sie im Kalugaer Wald getroffen habe.
- Petersburg am 21. Oktober 1826 an Timoscha: Prjachin erwähnt die Degradierungen der Dekabristen im Juli in Petersburg.
- Die folgenden Tagebucheintragungen betreffen den Feldzug 1814 und sind von Januar bis Anfang Mai in Rastatt, Lauterburg, Nancy, Charmont, Mairy, Château de Pont-sur-Seine und Paris notiert: Prjachin hat einen Sohn bekommen. Der junge Vater ermahnt Timoscha – kaltblütig bleiben! In Paris will Prjachin jene Louise Bigarre suchen, die ihn in Moskau gepflegt hat. Zusammen mit Timoscha sucht Prjachin in Paris Louise Bigarre auf. Die Sängerin bewirtet den Besuch mit Wein und Käse; erzählt von ihrer Flucht durch den russischen Winter.
- Petersburg am 5. Februar 1827 an Timoscha: Prjachin ist im Ruhestand und wartet auf Antwort.
- Petersburg am 16. Mai 1827 an Timoscha: Prjachin bittet um seine Briefe.

Barbara antwortet am 10. Juni 1827, Timoscha habe sich am 20. Juli 1826 auf seinem Gut Lipenki am Alter von 29 Jahren das Leben genommen.

## Rezeption
Schröder schreibt im April 1985 in Berlin, der Roman sei „für Timoscha geschrieben“, und zieht Parallelen zu Tolstois Krieg und Frieden.

## Verwendete Ausgabe
- Bulat Okudshawa: Begegnung mit Bonaparte. Historischer Roman. Aus dem Russischen von Thomas Reschke. Mit einem Nachwort von Ralf Schröder. Volk & Welt, Berlin 1986